# Військово-морські сили Домініканської Республіки
Військово-морські сили Домініканської Республіки (ісп. Armada de Republica Dominicana (ARD)) — один з трьох видів збройних сил Домініканської Республіки, призначений для ведення воєнних дій на морі. Військово-морські сили Домініканської Республіки мають обмежену кількість патрульних кораблів і невеликий підрозділ морської піхоти. Сили переважно виконують завдання з боротьби з розповсюдженням наркотиків та охорони від нелегальної імміграції в Пуерто-Рико. У ВМС також є підрозділ спеціальних операцій у провінції Сан-Кристобаль.

## Зміст
Після того, як 27 лютого 1844 року Домініканська Республіка здобула незалежність від Гаїті, виникла потреба у створенні власного військово-морського флоту. Для цього було замовлено три шхуни: Separación Dominicana (флагман), María Chica і Leonor. Це були оригінальні три домініканських судна, які були включені до новоствореного Домініканського флоту згідно з дозволом Центральної урядової колегії за Військово-морським актом 23 квітня 1844 року, того самого дня, коли було створено ВМС. Ці три шхуни діяли 15 квітня в битві при Тортугеро, де їх очолював адмірал Хуан Баутіста Камбіасо, які потопили шість гаїтянських кораблів.
Під час Громадянської війни в Домініканській Республіці частина військово-морських сил виступила проти «Повернення до законного уряду», яка стала жертвою [[Сховати/показати зміст
Державний переворот|державного перевороту]] у вересні 1963 року, і використовувала фрегат «Мелла» для бомбардування Національного палацу за допомогою Повітряних сил.
З іншого боку конфлікту, елітні військово-морські підрозділи «Hombres Ranas» («фрогмени») під командуванням Рамона Монтеса Араше боролися за повернення демократично обраного у 1962 році президента Хуана Боша на посаду. Інші командири флоту боялися, що «фрогмени» захоплять контроль над військово-морською базою Лас Кальдерас.
Згідно із сучасним порядком Начальник штабу флоту контролює діяльність трьох географічних командувань. Військово-морська зона Санто-Домінго керується штабом ВМС і різними військово-морськими організаціями, розташованими в столиці. Північна військово-морська зона в Пуерто-Плата відповідає за узбережжя від північного кордону з Гаїті до протоки Мона на східній частині країни. Південно-західна військово-морська зона, що базується в Бараоні, охоплює територію від каналу Мона до південний кордон з Гаїті.
Економічні обмеження скоротили домініканський флот, у 1989 році було лише одне глибоководне судно та сімнадцять прибережних суден. Майже всі вони були виготовлені в США під час Другої світової війни. Основним кораблем був фрегат, модифікований для використання в ролі президентської яхти та навчального корабля для курсантів. Фрегат був придбаний у Канади наприкінці 1940-х років і був єдиним кораблем у флоті, який не був спущений на воду в США. Військово-морський флот також мав п'ять корветів, які використовувалися для патрулювання, одинадцять патрульних кораблів і велику кількість десантних катерів. Допоміжні сили включали два танкери, десять буксирів і плавучий док.
Станом на 1 січня 2005 року військово-морські сили країни налічували 4 тис. осіб і включали підрозділ спеціального призначення, дивізіон берегової охорони, 18 патрульних катерів, 4 допоміжні судна і 5 буксирів.
Станом на 1 січня 2011 року військово-морські сили країни налічували 4 тис. осіб і включали підрозділ спеціального призначення, дивізіон берегової охорони, 4 патрульні кораблі, 15 патрульних катерів, десантний катер, плавучий док DF-1, 5 допоміжних суден, 4 буксира та два вертольоти Bell 206A.

## Корабельний склад флоту
| Тип                                                     | Кількість                    | Зображення                   | Виробництво                  | Найменування | Номер                                                                                                   | Рік                          |
| Дивізіон патрульних кораблів                            | Дивізіон патрульних кораблів | Дивізіон патрульних кораблів | Дивізіон патрульних кораблів | Дивізіон патрульних кораблів | Дивізіон патрульних кораблів                                                                            | Дивізіон патрульних кораблів |
| ------------------------------------------------------- | ---------------------------- | ---------------------------- | ---------------------------- | --- | --- | ---------------------------- |
| Морський буй тендер Берегової охорони США               | 1                            |                              | США                          | «Альміранте Дідієз Бургос» | PA-301                                                                                                  | З 2001                       |
| Морський буй тендер типу «Вайт»                         | 2                            |                              | США                          | «Тортугеро» «Капотілло» | PM-203 PM-204                                                                                           | 1999 2002                    |
| Дивізіон берегової охорони                              |                              |                              |                              | | |                              |
| Куттери типу «Пойнт»                                    | 3                            |                              | США                          | «Аріс» «Антарес» «Сіріус» | GC-101 GC-105 GC-110                                                                                    | 1999-2000                    |
| Патрульні катери типу «Сіварт»                          | 4                            |                              | США                          | «Проціон» «Альдебаран» «Беллатрікс» «Капелла»                                                                                          | GC-103 GC-104 GC-106 GC-108                                                                             | 1968-1971                    |
| Патрульні катери типу «Свіфтшип-110»                    | 2                            |                              | США                          | «Канопус» «Оріон» | GC-107 GC-109                                                                                           | 2003-2005                    |
| 35-метровий швидкісний патрульний катер типу «Свіфтшип» | 1                            |                              | США                          | «Альтаїр» | GC-112                                                                                                  | 2003                         |
| 36-метровий швидкісний патрульний катер типу «Свіфтшип» | 1                            |                              | США                          | «Кентаурус» | GC-111                                                                                                  | 2017                         |
| Патрульний корабель типу «Дефіант»                      | 1                            |                              | США                          | «Бетельгейзе» | GC-102                                                                                                  | 2020                         |
| Пошуково-рятувальний підрозділ                          |                              |                              |                              | | |                              |
| Рятувальні судна «Дамен Стан»                           | 4                            |                              | Домініканська Республіка     | «Гамаль» «Вега» «Денеб» «Акамар» | LR-151 LR-152 LR-153 LR-154                                                                             | 2004                         |
| Дивізіон човнів перехоплення                            |                              |                              |                              | | |                              |
| Човни китобійного типу «Джастіс Бостон»                 | 13                           |                              | США                          | «Кастор» «Поллукс» «Атріа» «Шаула» «Еніф» «Елнат» «Поларіс» «Нункі» «Дубхе» «Регулюс» «Денебола» «Акрукс» «Рігель» «Алгеніб» «Бекрукс» | LI-155 LI-156 LI-157 LI-158 LI-159 LI-161 LI-162 LI-163 LI-164 LI-165 LI-166 L-167 LI-168 LI-169 LI-170 |                              |
| Дивізіон допоміжних суден                               |                              |                              |                              | | |                              |
| Буксири «Дамен Стан» типу 2608                          | 2                            |                              | Домініканська Республіка     | «Гуаріонекс» «Гуароа» | RM-2 RM-3                                                                                               |                              |
|                                                         | 1                            |                              | США                          | «Тамайо» | RM-4 | 2016                         |
| Десантні катери типу LCU-1600                           | 1                            |                              | США                          | «Нейба» | LD-31                                                                                                   |                              |
| Плавучий док                                            | 1                            |                              | США                          | | DF-1 |                              |
| Навчальні кораблі                                       |                              |                              |                              | | |                              |
| Навчальний вітрильний корабель                          | 1                            |                              | Болгарія                     | «Хуан Баутіста Камбіасо» | BE-01                                                                                                   | 2018                         |

## Авіація флоту
| Літак спостереження | 1 |  | США | Piper PA-34 Seneca |